# The Bridge of San Luis Rey (1929)
The Bridge of San Luis Rey é um filme mudo norte-americano de 1929, do gênero drama, dirigido por Charles Brabin e estrelado por Lili Damita e Ernest Torrence.
Rodado como filme mudo, The Bridge fo San Luis Rey ganhou abertura e fechamento com falas na pós-produção, pois, afinal, 1929 foi um ano de transição para o cinema sonoro.
Esta é a primeira adaptação do romance de Thornton Wilder para o cinema. Duas refilmagens foram produzidas:  a primeira em 1944 e a outra em 2004.

## Sinopse
No Peru, uma ponte inca desaba e mata as cinco pessoas que a atravessavam. Teriam essas mortes ocorrido por vontade divina ou por coincidência? Um monge, o Padre Júniper, decide investigar o passado das vítimas para esclarecer a dúvida.[carece de fontes?]

## Premiações
| Patrocinador                                  | Prêmio | Categoria              | Situação |
| --------------------------------------------- | ------ | ---------------------- | -------- |
| Academia de Artes e Ciências Cinematográficas | Oscar  | Melhor Direção de Arte | Vencedor |

## Elenco
| Ator/Atriz        | Personagem       |
| ----------------- | ---------------- |
| Lili Damita       | Camila           |
| Ernest Torrence   | Tio Pio          |
| Raquel Torres     | Pepita           |
| Don Alvarado      | Manuel           |
| Duncan Renaldo    | Esteban          |
| Henry B. Walthall | Padre Juniper    |
| Michael Vavitch   | Vice-rei         |
| Emily Fitzroy     | Marquesa         |
| Jane Winton       | Dona Carla       |
| Gordon Thorpe     | Jaime            |
| Mitchell Lewis    | Capitão Alvarado |
| Paul Ellis        | Don Vicente      |
| Eugenie Besserer  | Freira           |